# McDonald's
McDonald's Corporation é uma rede multinacional estadunidense de fast food, fundada em 1940 como um restaurante operado por Richard e Maurice McDonald, em San Bernardino, Califórnia, Estados Unidos. Eles rebatizaram seu negócio como uma barraca de hambúrguer e mais tarde transformaram a empresa em uma franquia, com o logotipo Arcos Dourados sendo introduzido em 1953 em uma unidade em Phoenix, Arizona . Em 1955, Ray Kroc, um empresário, ingressou na empresa como agente de franquia e passou a comprar a rede dos irmãos McDonald. A empresa tinha sua sede anterior em Oak Brook, Illinois, mas mudou sua sede global para Chicago em junho de 2018. Também é uma empresa imobiliária por meio da propriedade de todos os restaurantes.
O McDonald's é a maior cadeia de restaurantes de fast food do mundo, servindo mais de 69 milhões de clientes diariamente, em mais de 100 países por meio de 40 mil pontos de venda em 2021. Apesar de ser mais conhecido por seus cheeseburgers e batatas fritas, o seu cardápio também inclui outros itens como frango, peixe, frutas e saladas. O item licenciado mais vendido são as batatas fritas, seguidas pelo Big Mac. As receitas da McDonald's Corporation vêm do aluguel, royalties e taxas pagas pelos franqueados, bem como das vendas em restaurantes operados pela empresa. O McDonald's é o segundo maior empregador privado do mundo, com 1,7 milhão de funcionários (atrás do Walmart com 2,3 milhões de funcionários). Em 2022, o McDonald's tem a sexta marca mais valiosa do mundo.
A empresa obtém uma parte significativa de sua receita com pagamentos de aluguel de franqueados. De acordo com o livro Fast Food Nation de Eric Schlosser (2001), quase um em cada oito trabalhadores nos Estados Unidos já foi empregado do McDonald's. e a empresa é o maior operador privado de playgrounds nos Estados Unidos, bem como o maior comprador individual de carne bovina, suína, batatas e maçãs. A seleção de carnes que o McDonald's usa varia de acordo com a cultura do país anfitrião. O McDonald's está classificada em 131º lugar na Fortune 500 das maiores corporações dos Estados Unidos por receita. Os 100 bilhões de dólares em vendas geradas pelos restaurantes próprios e franqueados do McDonald's em 2019 representam quase 4% da indústria global de restaurantes, que é estimada em 2,5 trilhões de dólares. Sua proeminência o tornou um tópico frequente de debates públicos sobre obesidade, ética corporativa e responsabilidade do consumidor.

## História

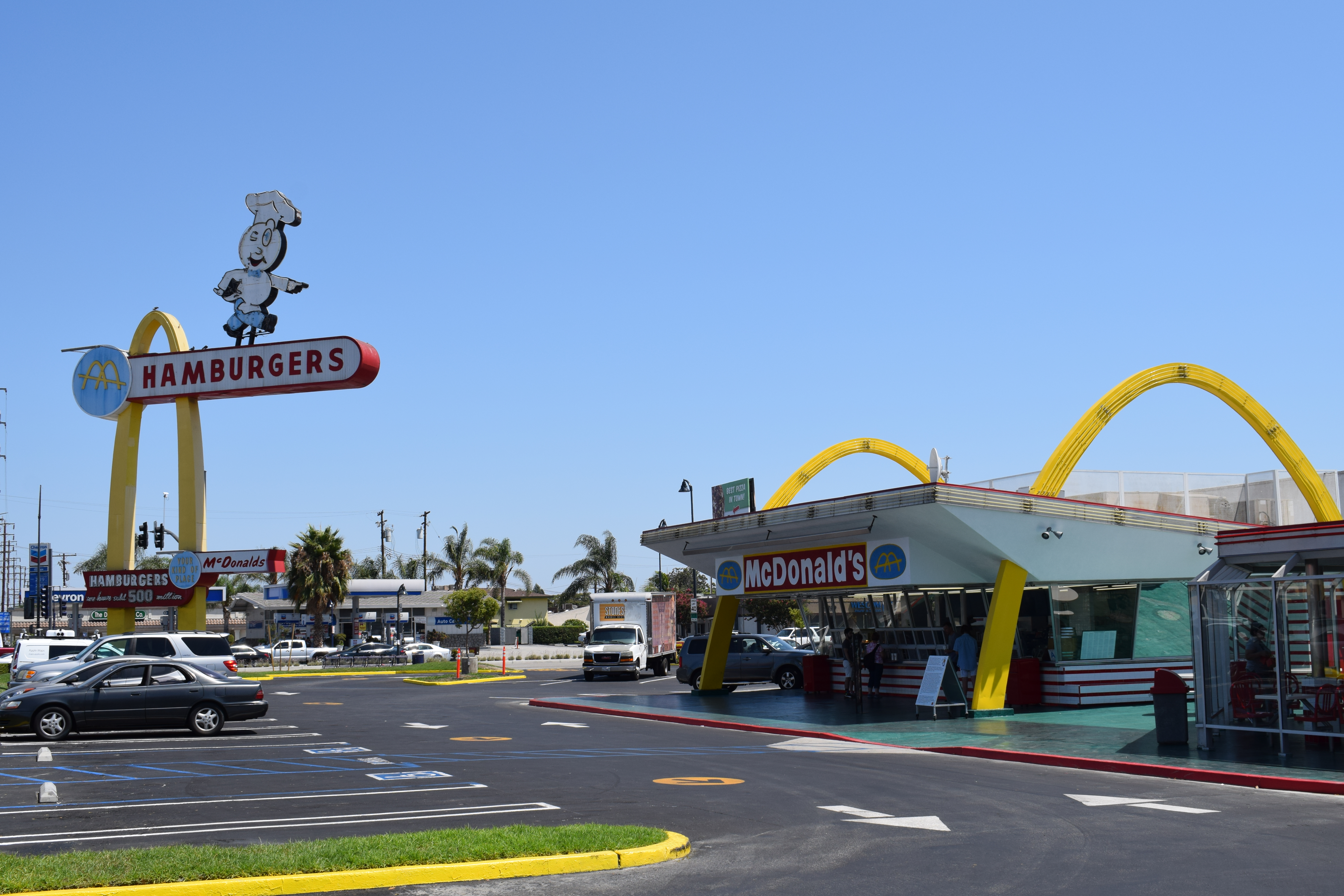
O restaurante McDonald's mais antigo em operação é o terceiro construído, inaugurado em 1953. Está localizado em 10207 Lakewood Blvd. na Florence Ave. em Downey, Califórnia

Os irmãos Richard e Maurice McDonald abriram o primeiro McDonald's na 1398 North E Street na West 14th Street em San Bernardino, Califórnia, em 15 de maio de 1940. Os irmãos introduziram o "Sistema de Serviço Speedee" em 1948, colocando em uso expandido os princípios do fast food que seu predecessor White Castle havia colocado em prática mais de duas décadas antes. O mascote original do McDonald's era um chapéu de chef em cima de um hambúrguer, conhecido como "Speedee". Em 1962, os Arcos Dourados substituíram o Speedee como mascote universal. O palhaço Ronald McDonald foi introduzido em 1965 para divulgar a marca para crianças.

Ray Kroc ingressou na rede em 1954 e transformou-a em uma franquia global, tornando-a a corporação de fast-food mais bem-sucedida do mundo

A atual corporação credita a sua fundação ao empresário franqueado Ray Kroc em 15 de abril de 1955. Kroc foi registrado como um parceiro de negócios agressivo, expulsando os irmãos McDonald da indústria.
Kroc e os irmãos McDonald lutaram pelo controle do negócio, conforme documentado na autobiografia de Kroc. Em 1961, ele comprou a participação dos irmãos McDonald na empresa e iniciou a expansão mundial da empresa. A venda custou a Kroc cerca de 2,7 milhões de dólares, uma quantia enorme naquela época. O restaurante de San Bernardino acabou sendo demolido em 1971 e o local foi vendido para a rede Juan Pollo em 1998 e serve como sede da empresa e como um museu do McDonald's e da Rota 66. Com a expansão do McDonald's em muitos mercados internacionais, a empresa se tornou um símbolo da globalização e da difusão do estilo de vida americano.
Em 8 de março de 2022, o McDonald's fechou temporariamente suas 850 lojas na Rússia devido à invasão da Ucrânia. Em 16 de maio de 2022, o McDonald's anunciou que o fechamento se tornaria permanente e que estava vendendo todas as suas 850 lojas na Rússia. A empresa planeja manter suas marcas registradas na Rússia, o que significa que os locais não poderão mais usar o nome, logotipo ou menu do McDonald's. Em 11 de novembro de 2022, o McDonald's em Belarus anunciou que todas as 25 lojas em 6 cidades mudarão de marca e operarão como Vkusno i tochka "em várias semanas".

## Restaurantes

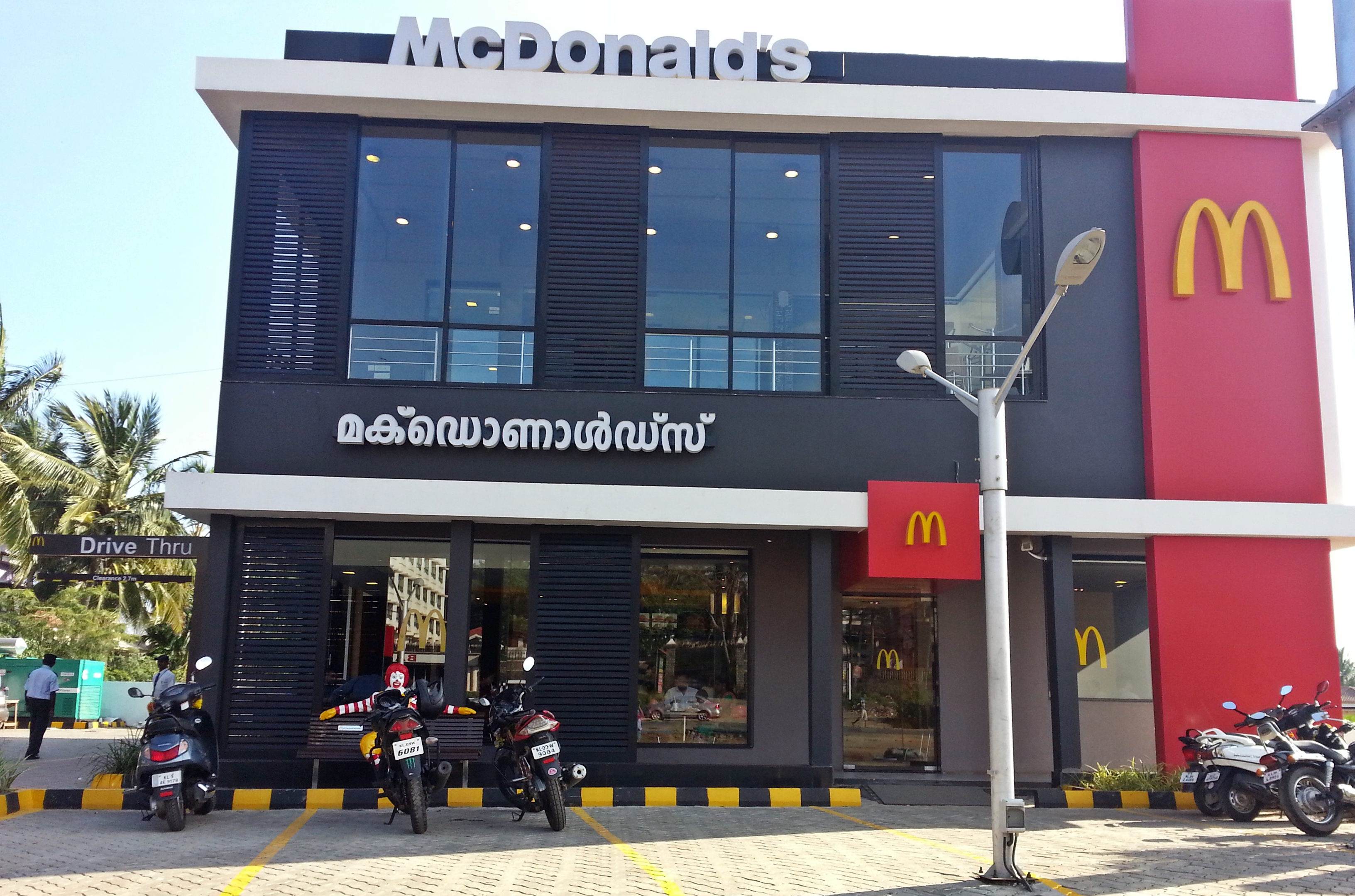
Unidade em Haiderabade, Índia

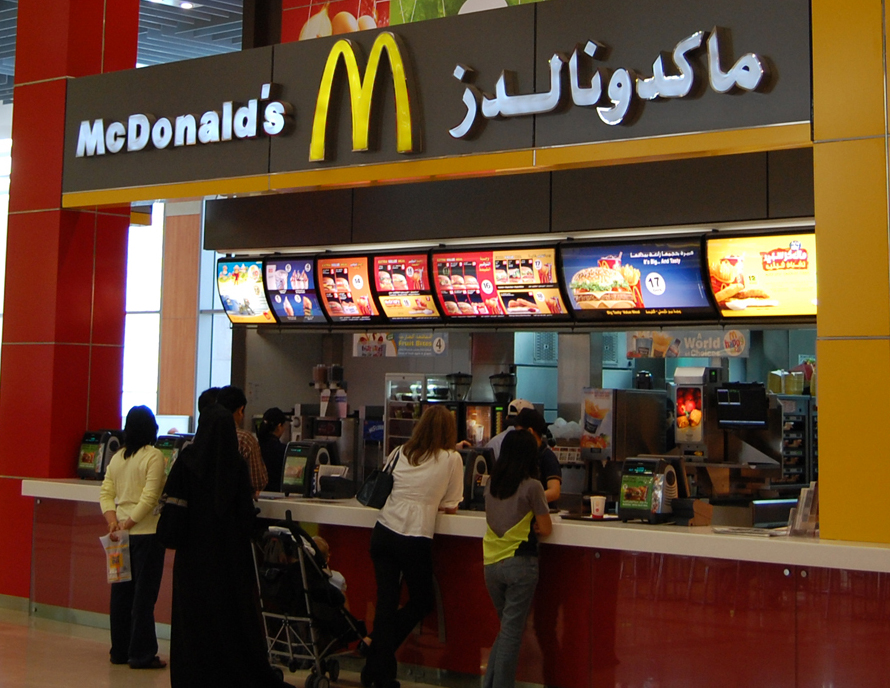
McDonald's em Dubai, Emirados Árabes Unidos

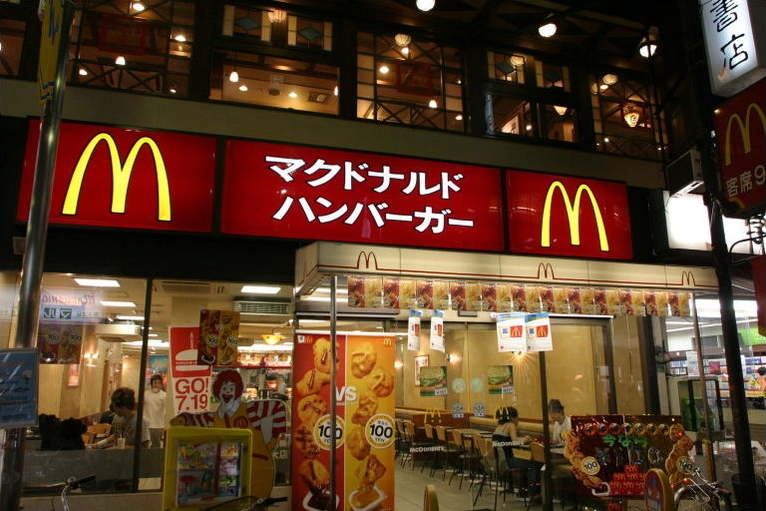
Restaurante em Tóquio, Japão

A maioria dos restaurantes autônomos do McDonald's oferece serviço de balcão e serviço drive-through, com assentos internos e, às vezes, externos. O Drive-Thru, Auto-Mac, Pay and Drive, ou "McDrive", como é conhecido em muitos países, geralmente tem estações separadas para fazer, pagar e retirar pedidos, embora as duas últimas etapas sejam frequentemente combinadas; foi introduzido pela primeira vez em Sierra Vista, Arizona, em 1975, seguindo o exemplo de outras cadeias de fast-food. O primeiro restaurante desse tipo na Grã-Bretanha foi inaugurado em Manchester em 1986.
Em 1994, o McDonald's tentou o Hearth Express, um protótipo especializado em refeições caseiras para viagem. Entre os pratos oferecidos estavam bolo de carne, frango frito e presunto assado. Esta experiência começou com um único local em Darien, Illinois, mas foi encerrada um ano após ter sido iniciada.
Alguns locais estão conectados a postos de gasolina e lojas de conveniência, enquanto outros chamados McExpress têm lugares ou cardápio limitados ou podem estar localizados em um shopping center. Outros McDonald's estão localizados nas lojas do Walmart. O McStop é um local direcionado a caminhoneiros e viajantes que podem ter serviços encontrados em paradas de caminhões.
O primeiro McDonald's kosher foi fundado em 1997 no shopping Abasto de Buenos Aires em Buenos Aires, Argentina. Existem muitos ramos kosher em Israel. O McDonald's em Dearborn, Michigan, ofereceu itens de menu halal até 2013.
Em 2015, o McDonald's Next foi criado usando design de conceito aberto com pedidos digitais "Create Your Taste". Uma loja conceito loja foi inaugurada em Hong Kong.
Em 2006, o McDonald's lançou sua marca "Forever Young" redesenhando todos os seus restaurantes, a primeira grande reformulação desde a década de 1970. Assemelha-se a uma cafeteria, com mesas de madeira, cadeiras de couro sintético e cores suaves; o vermelho foi silenciado para terracota, o amarelo foi mudado para dourado para uma aparência mais "ensolarada" e verde-oliva e verde-sálvia foram adicionados. O visual mais quente tem menos plástico e mais tijolo e madeira, com luminárias suspensas modernas para um brilho mais suave. Muitos restaurantes oferecem Wi-Fi gratuito e TVs de tela plana. Outras atualizações incluem drive-thrus duplos, telhados planos em vez dos telhados vermelhos angulares e fibra de vidro em vez de madeira.

### Cardápio

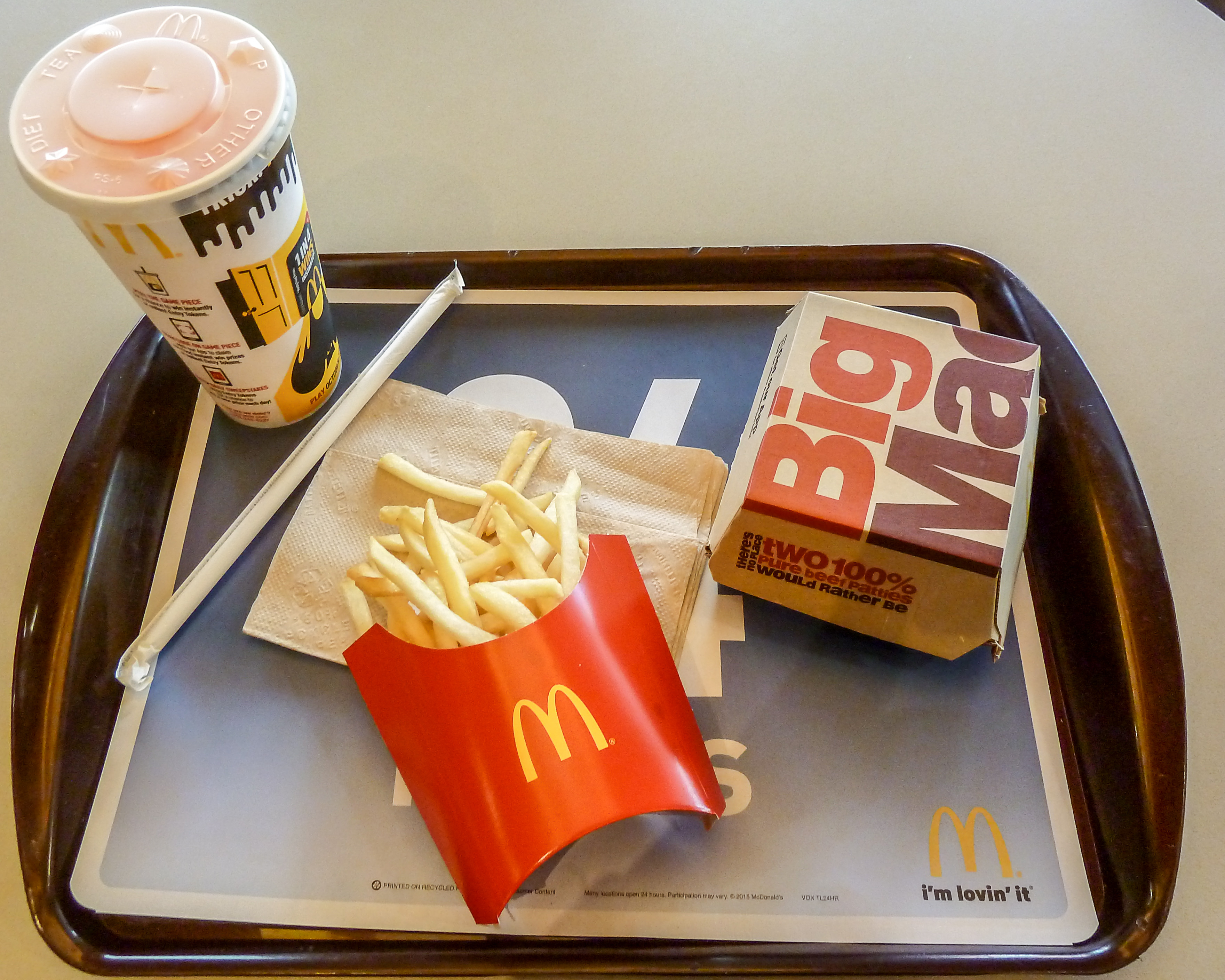
Refrigerante, batatas fritas e Big Mac

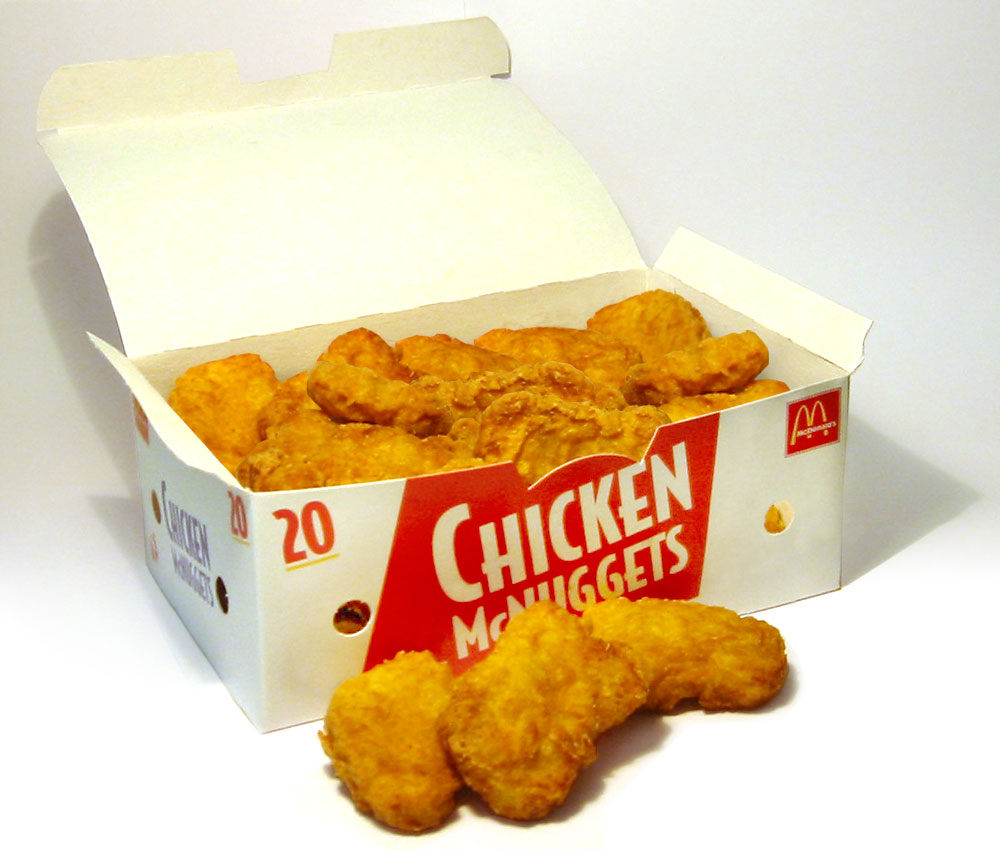
Chicken McNuggets

O McDonald's vende predominantemente hambúrgueres, vários tipos de carne de frango batatas fritas, refrigerantes, itens de café da manhã e sobremesas. Na maioria dos mercados, o McDonald's oferece saladas e itens vegetarianos, wraps e outros pratos locais. Em uma base sazonal, o McDonald's oferece o sanduíche McRib. Alguns especulam que a sazonalidade do McRib aumenta seu apelo.
Desde que Steve Easterbrook se tornou CEO da empresa, o McDonald's simplificou o cardápio que nos Estados Unidos continha quase 200 itens. A empresa procurou introduzir opções mais saudáveis e removeu o xarope de milho com alto teor de frutose dos pães de hambúrguer. A empresa removeu os conservantes artificiais do Chicken McNuggets, substituindo a pele de frango, o óleo de cártamo e o ácido cítrico encontrados por amido de ervilha, amido de arroz e suco de limão em pó.
Em novembro de 2020, o McDonald's anunciou o McPlant, um hambúrguer à base de plantas, junto com planos para desenvolver itens de menu alternativos adicionais que se estendem a substitutos de frango e sanduíches de café da manhã. Este anúncio veio após o teste bem-sucedido dos substitutos de carne à base de plantas da empresa Beyond Meat. No final de 2022, o McDonald's anunciou a adição do Double McPlant em todos os restaurantes do Reino Unido e Irlanda a partir de 4 de janeiro, devido ao sucesso do McPlant. As refeições em promoção variam de loja para loja. Estas são combinações únicas ou sazonais. Atualmente, os clientes podem obter essas ofertas no menu do McDonald's Cingapura. Estas são ofertas acessíveis e sensatas. Este menu inclui itens de café da manhã, bem como a entrada de frango para churrasco. Sobremesas e acompanhamentos para um almoço em família estão incluídos.

#### Variações internacionais

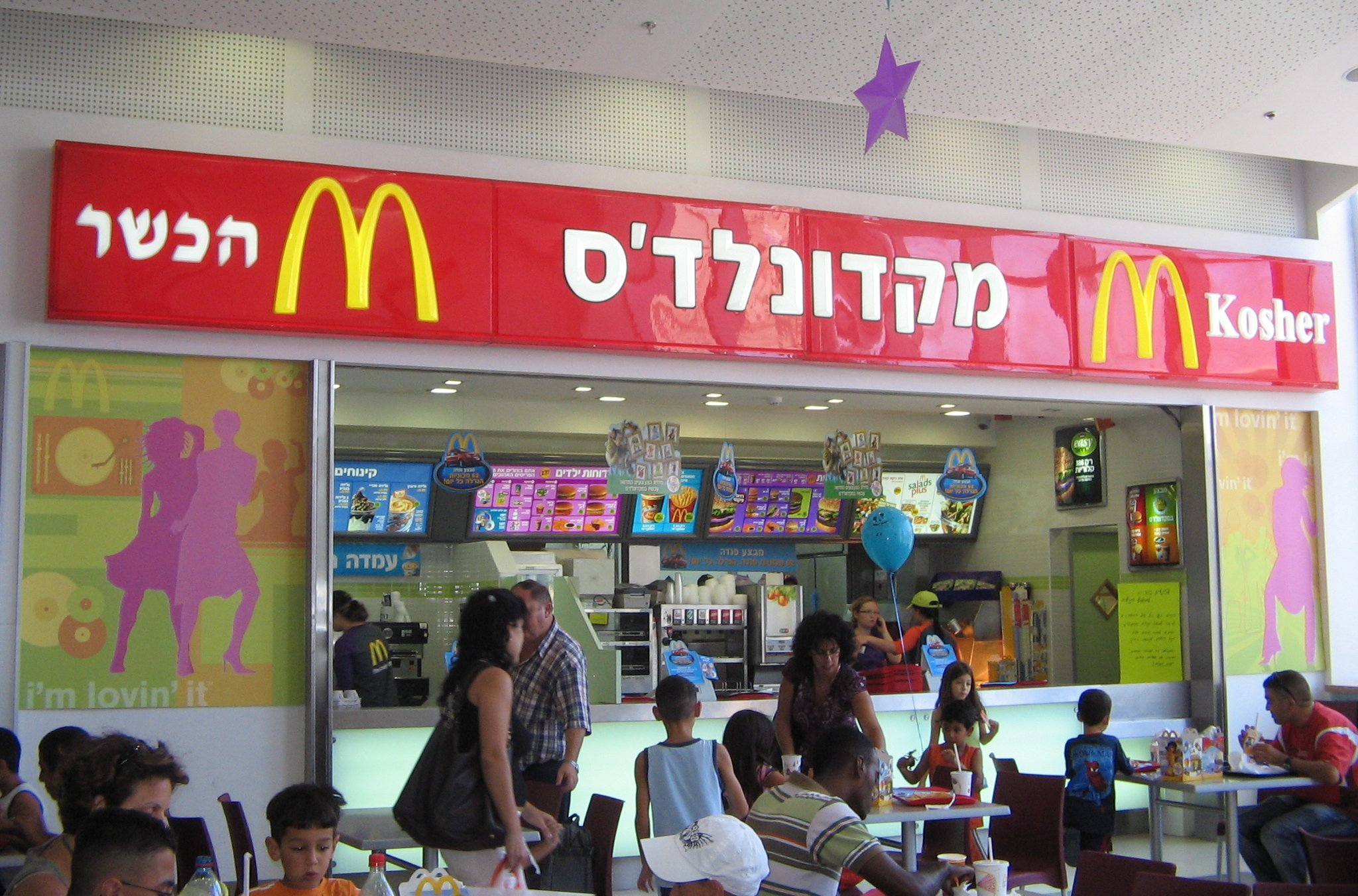
Unidade kosher em Ashkelon, Israel

O cardápio do McDonald's é personalizado para refletir os gostos dos consumidores em seus respectivos países. Por exemplo, restaurantes em vários países, principalmente na Ásia, servem sopa. Esse desvio local do cardápio padrão é uma característica pela qual a rede é particularmente conhecida e utilizada seja para cumprir tabus alimentares regionais (como a proibição religiosa do consumo de carne bovina na Índia) ou para disponibilizar alimentos com os quais o mercado regional é mais familiar (como a venda de McRice na Indonésia, ou Ebi (camarão) Burger em Singapura e Japão). Os restaurantes do McDonald's na China incluem pães fritos e leite de soja em seus menus de café da manhã.
Na Alemanha e em alguns outros países da Europa Ocidental, o McDonald's vende cerveja. Na Nova Zelândia, o McDonald's vende tortas de carne, depois que a afiliada local relançou parcialmente a rede de fast food Georgie Pie que comprou em 1996. Na Grécia, o hambúrguer de assinatura, Big Mac, é alterado pela adição de molho tzatziki e pão pita.
Nos Estados Unidos e no Canadá, após testes limitados em uma base regional, o McDonald's começou a oferecer em 2015 e 2017, respectivamente, um menu parcial de café da manhã durante todas as horas em que seus restaurantes estivessem abertos. O café da manhã durante todo o dia foi eliminado dos menus no início da pandemia de COVID-19 em 2020.

## Estrutura e organização

### Operações globais

Países com restaurantes McDonald's, mostrando seu primeiro ano com seu primeiro restaurante

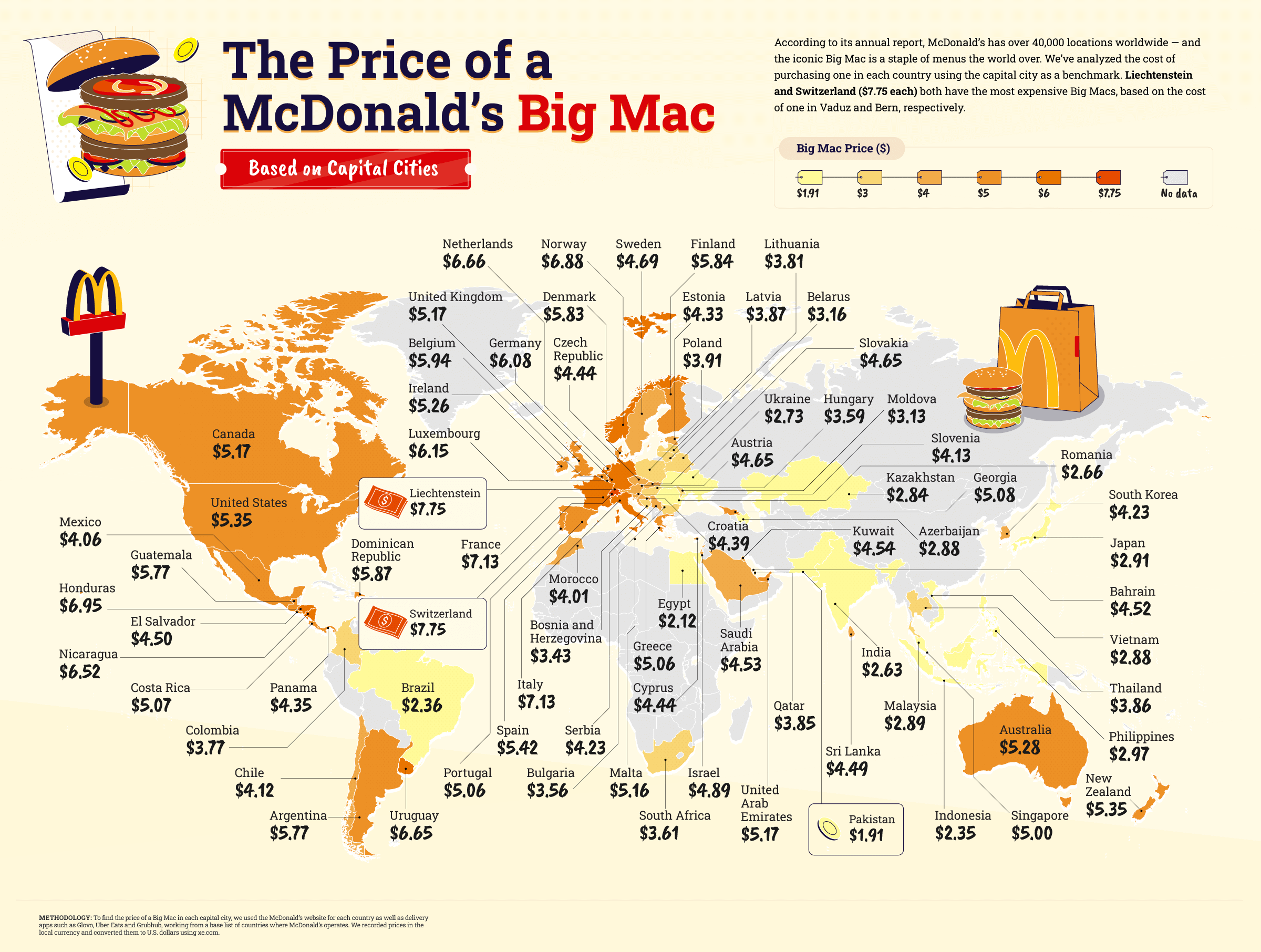
Índice Big Mac em novembro de 2022

O McDonald's tornou-se um símbolo da globalização, às vezes referido como a "McDonaldização" da sociedade. A The Economist, por exemplo, usa o "Índice Big Mac": a comparação do custo de um Big Mac em várias moedas mundiais pode ser usada para julgar informalmente a paridade do poder de compra dessas moedas. A Suíça tem o Big Mac mais caro do mundo em julho de 2015, enquanto o país com o Big Mac mais barato é a Índia O restaurante McDonald's mais ao norte do mundo está localizado em Rovaniemi, na Finlândia (depois que o restaurante em Murmansk, na Rússia foi fechado em 2022) e o mais ao sul do mundo está localizado em Invercargill, na Nova Zelândia.
Thomas Friedman disse que nenhum país com um McDonald's entrou em guerra com outro; no entanto, a "Teoria dos Arcos Dourados de Prevenção de Conflitos" está incorreta. As exceções são a Invasão do Panamá pelos Estados Unidos em 1989, o Bombardeio da Sérvia pela OTAN em 1999, a Guerra do Líbano em 2006 e a Guerra na Ossétia do Sul em 2008 . O McDonald's suspendeu as operações em suas lojas próprias na Crimeia depois que a Rússia anexou a região em 2014.
Alguns observadores sugeriram que a empresa deveria receber crédito por aumentar o padrão de serviço nos mercados em que entra. Um grupo de antropólogos em um estudo intitulado Golden Arches East analisou o impacto que o McDonald's teve no leste da Ásia e em Hong Kong, em particular. Quando foi inaugurado em Hong Kong em 1975, o McDonald's foi o primeiro restaurante a oferecer banheiros limpos de forma consistente, levando os clientes a exigir o mesmo de outros restaurantes e instituições. O McDonald's fez parceria com a Sinopec, a segunda maior empresa de petróleo da China, aproveitando o crescente uso de veículos pessoais no país, abrindo vários restaurantes drive-thru. O McDonald's também abriu um restaurante McDonald's e um McCafé nas instalações subterrâneas do Museu do Louvre.
Na Islândia, a rede foi forçada a fechar suas lojas no país em 31 de outubro de 2009, devido a uma crise econômica em 2008. No entanto, um sanduíche da rede de fast-food de mais de cinco anos ainda é exposto como atração turística no Bus Hostel.

#### Lusofonia

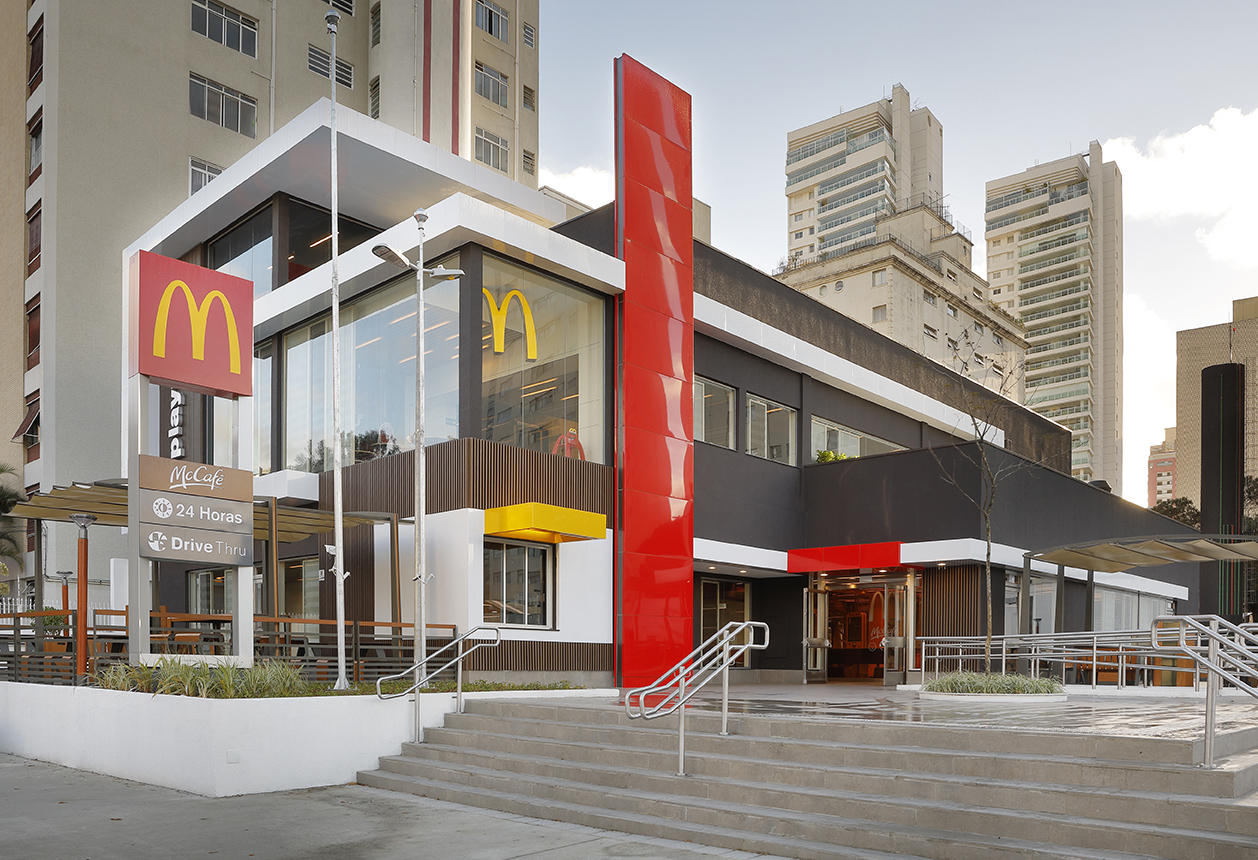
McDonald's em São Paulo, Brasil

No Brasil, o McDonald's instalou-se primeiramente em 13 de fevereiro de 1979, na rua Hilário de Gouveia, em Copacabana, no Rio de Janeiro, e dois anos depois na Avenida Paulista, em São Paulo. Em 2005, as vendas de Big Mac ultrapassaram 53 milhões de unidades no país. A rede tem mais de 3 100 pontos-de-venda espalhados pelo território brasileiro (entre restaurantes, quiosques e McCafés) e está presente em 22 estados, além do Distrito Federal. São mais de 1 051 restaurantes, 2 013 quiosques, além de mais de 95 McCafés, por onde passam cerca de 1,5 milhão de clientes diariamente. O McDonald's é um dos maiores empregadores do Brasil, com mais de 34 490 mil funcionários. Faz parte do ranking da Great Place to Work Institute (GPTW) como uma das melhores empresas para se trabalhar no Brasil. Foi a décima-quarta maior empresa varejista do país, segundo ranking do Ibevar de 2012 e a sexagésima quarta em práticas socioambientais exemplares, segundo o ranking Responsabilidade ESG do Monitor Empresarial de Reputação Corporativa (Merco) de 2022.

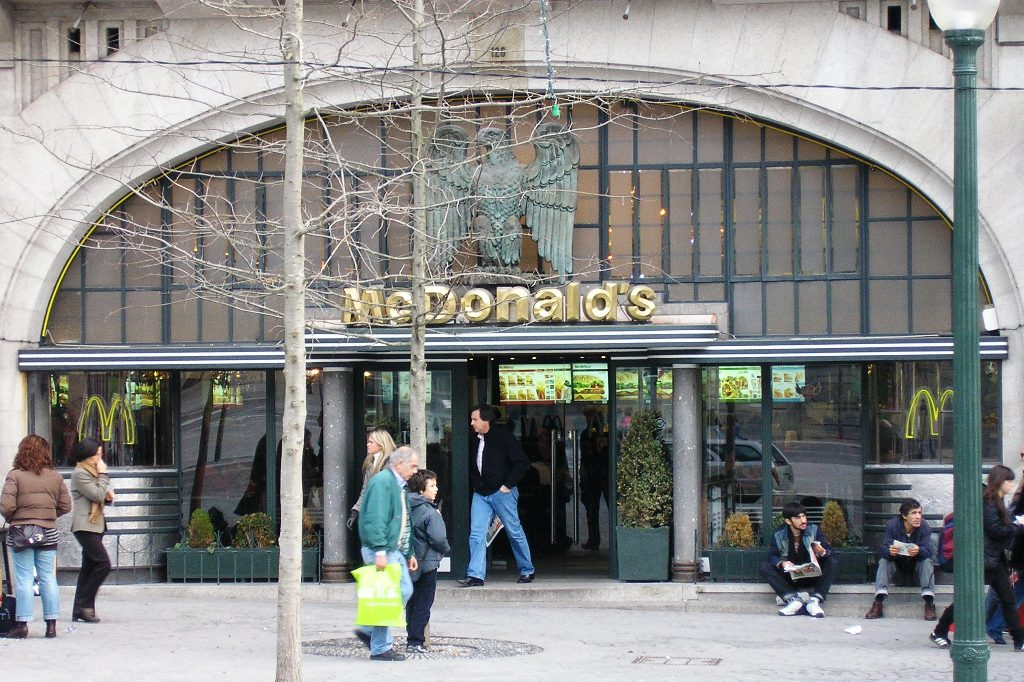
McDonald's no Porto, em Portugal

Em 2019, passou a usar o nome "Méqui" em suas lojas, plataformas digitais como parte de uma campanha de marketing. Ainda neste ano inaugurada a milésima loja do Brasil, em um casarão localizado no número 1881 da Avenida Paulista, em São Paulo. Em 2022, anunciou um plano de expansão e modernização que prevê investimento de R$ 1 bilhão e a abertura de 120 novos restaurantes até 2024 além de transicionar para brinquedos 100% sustentáveis na América Latina e Caribe até 2025. No Brasil, também mantém a MCampus Comunidade, plataforma educativa gratuita que oferece cursos e programas, ministrados pela Hamburger University em parceria com a PDA International.
Em Portugal, o primeiro McDonald's foi aberto em 23 de Maio de 1991 no Cascais Shopping e no ano seguinte o primeiro McDrive, no restaurante de Setúbal. Em 1995, foi introduzido o McCafé no restaurante Imperial no Porto. Em 1998, foi aberto um restaurante no Parque das Nações, local onde se realizou a EXPO 98, e na altura era o maior da Europa. Em 2024, tem mais de 10 000 colaboradores e 200 restaurantes.

### Sede

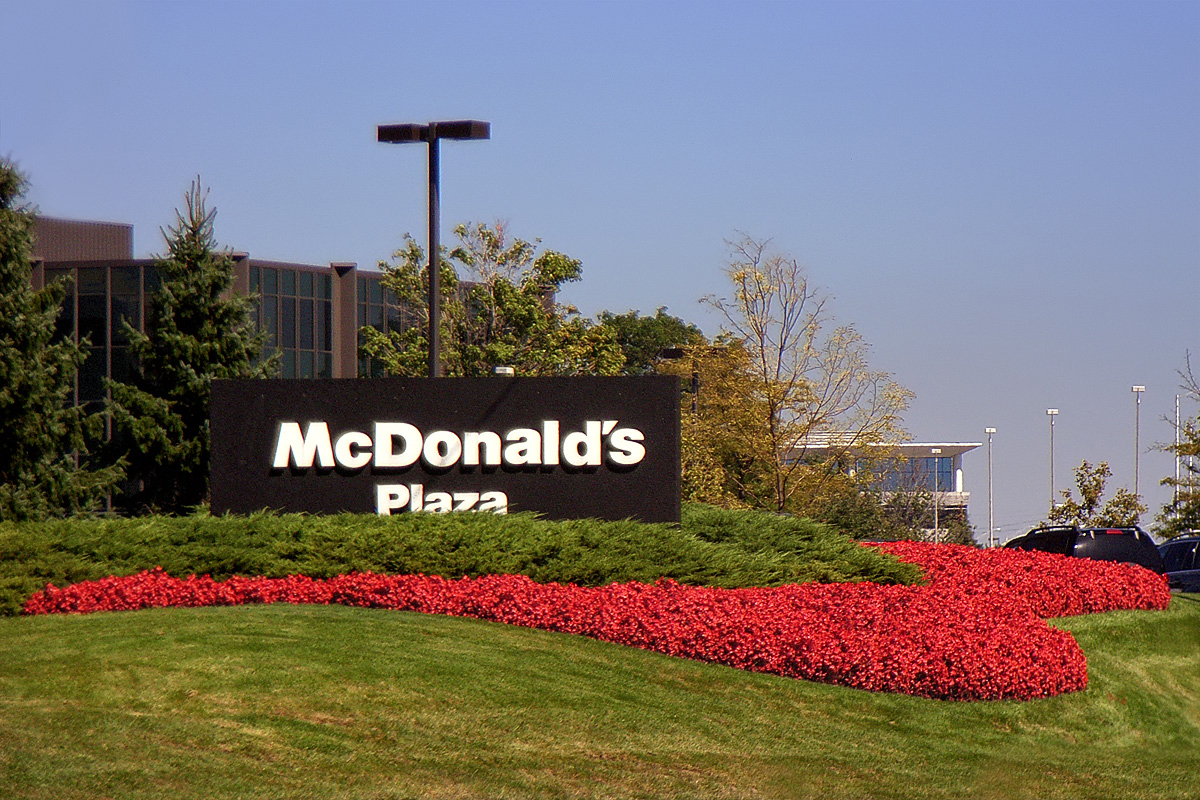
McDonald's Plaza em Oak Brook, Illinois, sede da empresa de 1971 a 2018

Em 13 de junho de 2016, o McDonald's confirmou os planos de mudar sua sede global para o bairro de West Loop, em Chicago. A estrutura foi inaugurada em 4 de junho de 2018 e foi construída no antigo local da Harpo Productions (onde The Oprah Winfrey Show e várias outras produções do Harpo foram gravadas).
O antigo complexo da sede do McDonald's, o McDonald's Plaza, está localizado em Oak Brook, Illinois. Ele fica no local da antiga sede e área de estábulos de Paul Butler, o fundador da Oak Brook. O McDonald's mudou-se para as instalações de Oak Brook de um escritório dentro do Chicago Loop em 1971.

### Marketing e publicidade

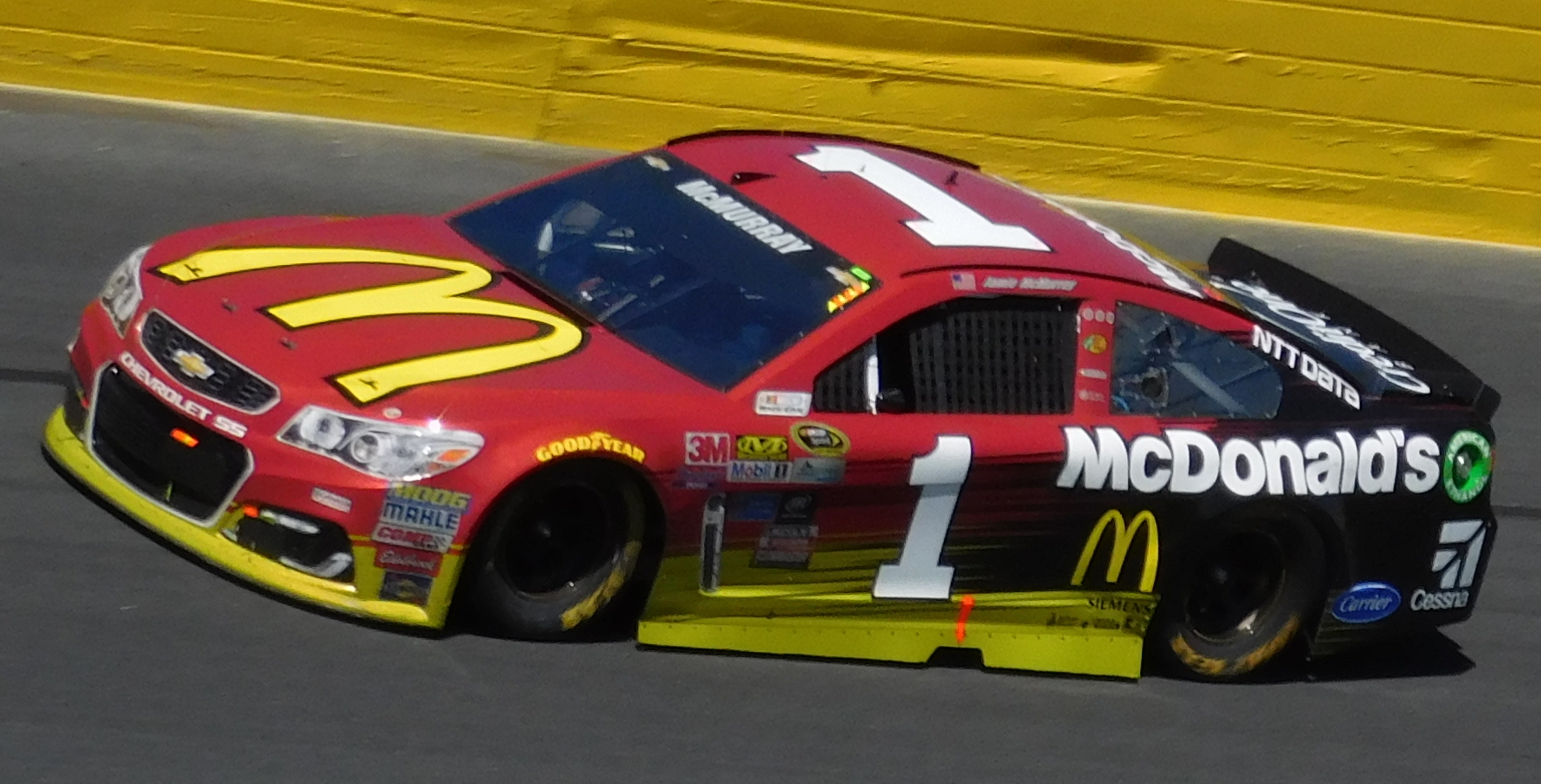
O carro patrocinado pelo McDonald's de Jamie McMurray em 2016

O McDonald's mantém há décadas uma extensa campanha publicitária. Além dos meios de comunicação habituais (televisão, rádio e jornal), a empresa faz uso significativo de outdoors e sinalização, e também patrocina eventos esportivos que vão desde a Copa do Mundo da FIFA e Jogos Olímpicos. A televisão tem desempenhado um papel central na estratégia publicitária da empresa. Até o momento, o McDonald's usou 23 slogans diferentes na publicidade dos Estados Unidos, bem como alguns outros slogans para países e regiões selecionados.
Em 1992, o jogador de basquete Michael Jordan se tornou a primeira celebridade a ter uma refeição no McDonald's com o seu nome. O "McJordan", um Quarter Pounder com picles, fatias de cebola crua, bacon e molho barbecue, estava disponível nas franquias de Chicago.

### Filantropia

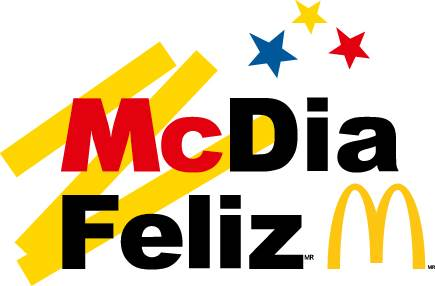
Logo atual do McDia Feliz, usado desde 2009

O McDia Feliz é um evento anual do McDonald's, durante o qual uma porcentagem das vendas do dia vai para a caridade. É o evento de arrecadação de fundos do Instituto Ronald McDonald. De acordo com o site australiano McHappy Day, o McDia Feliz arrecadou 20,4 milhões de dólares em 2009. A meta para 2010 era de 20,8 milhão de dólares.
Os McRefugiados é um programa para pessoas pobres em Hong Kong, Japão e China que usam os restaurantes McDonald's 24 horas como albergue temporário.

### Automação

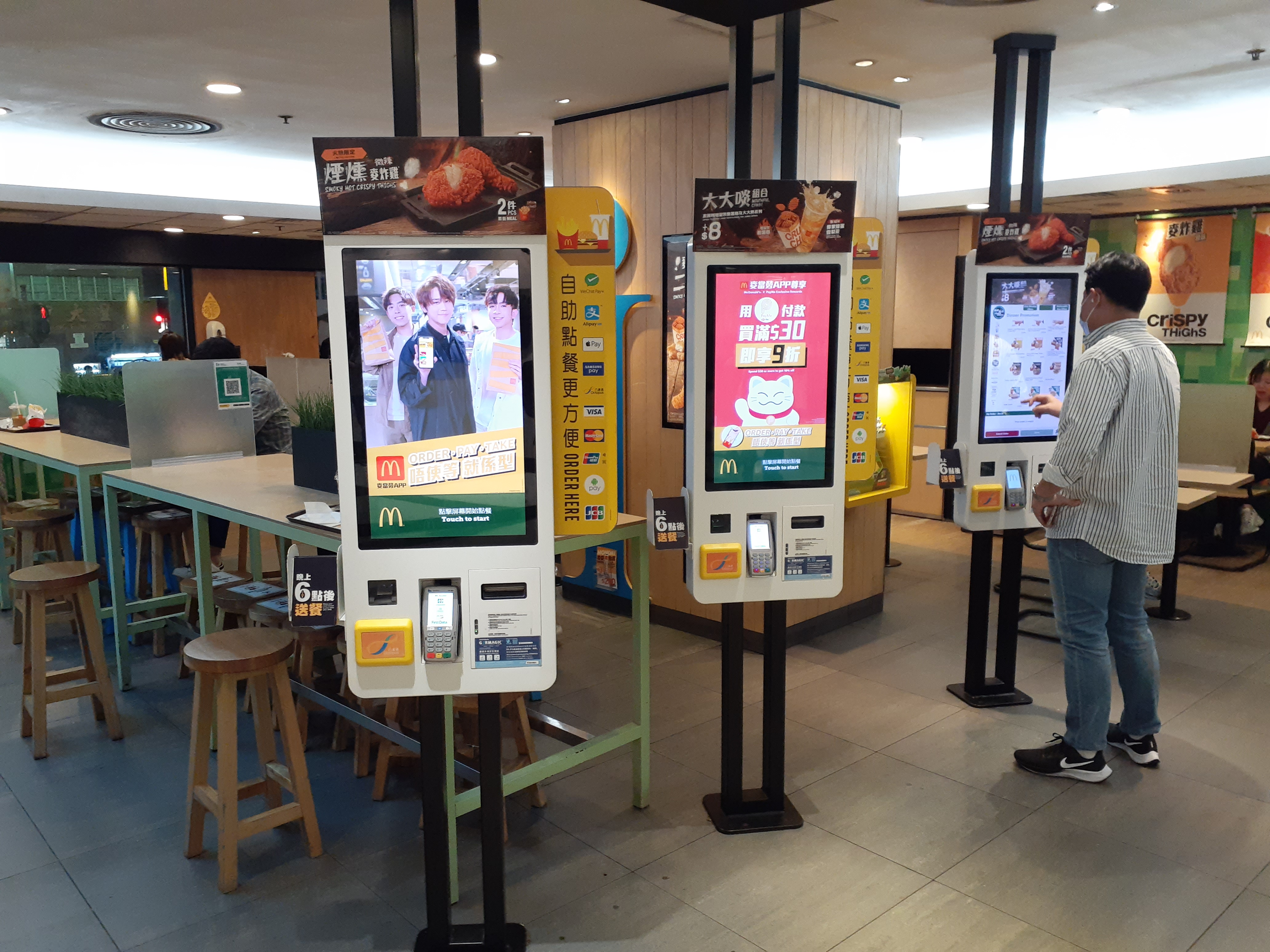
Um quiosque para fazer pedidos em uma unidade de Hong Kong

Desde o final da década de 1990, o McDonald's tenta substituir seus funcionários por quiosques eletrônicos que realizariam ações como anotar pedidos e aceitar dinheiro. Em 1999, o McDonald's testou pela primeira vez "E-Clerks" nos subúrbios de Chicago, Illinois e Wyoming, Michigan, com os dispositivos sendo capazes de "economizar dinheiro com funcionários vivos" e atrair quantidades de compra maiores do que os funcionários médios.
Em 2013, a Universidade de Oxford estimou que, nas décadas seguintes, havia 92% de probabilidade de o preparo e o atendimento de alimentos se tornarem automatizados em estabelecimentos de fast food. Em 2016, os quiosques eletrônicos "Create Your Taste" do McDonald's foram vistos em alguns restaurantes internacionalmente, onde os clientes podiam pedir refeições personalizadas. À medida que os funcionários pressionavam por salários mais altos no final da década de 2010, alguns acreditavam que as empresas de fast food, como o McDonald's, usariam os dispositivos para cortar custos de contratação de indivíduos.
Em 2017, o McDonalds lançou um aplicativo nos Estados Unidos que permite aos clientes pular a fila de pedidos internos ou fazer pedidos online. Muitos restaurantes do McDonalds têm vagas de estacionamento especiais para esses pedidos. Em setembro de 2019, o McDonald's comprou a startup Apprente baseada em IA para substituir servidores humanos por tecnologia baseada em voz em seus drive-throughs nos Estados Unidos. No início de 2023, o McDonald's abriu seu primeiro restaurante totalmente automatizado em Fort Worth, Texas.

## Críticas
O McDonald's foi criticado por vários aspectos de seus negócios, incluindo os efeitos de seus produtos na saúde, o tratamento dado aos funcionários e outras práticas comerciais. No final dos anos 1980, Phil Sokolof, um empresário milionário que sofreu um ataque cardíaco aos 43 anos, publicou anúncios de página inteira em jornais de Nova York, Chicago e outras grandes cidades acusando o cardápio do McDonald's de ser uma ameaça à saúde e pedindo que parassem de usar sebo bovino para cozinhar as batatas fritas.

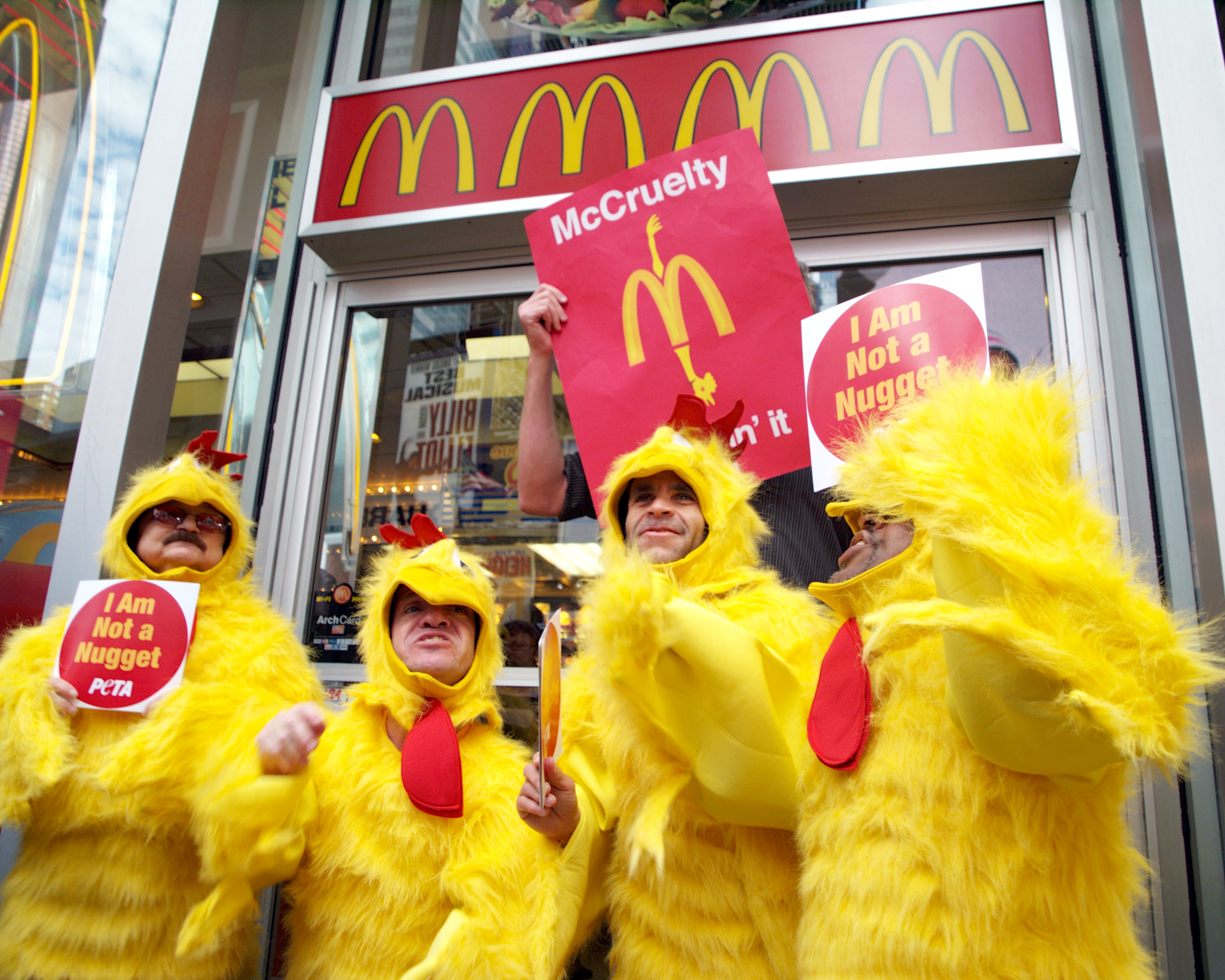
Ativistas da PETA vestidos de galinha protestando contra os padrões de bem-estar animal da empresa.

Em 1990, ativistas britânicos de um pequeno grupo conhecido como London Greenpeace (sem ligação com o grupo internacional Greenpeace) distribuíram panfletos intitulados O que há de errado com o McDonald's?, criticando seu histórico ambiental, de saúde e trabalhista. A corporação escreveu ao grupo exigindo que desistissem e se desculpassem e, quando dois dos ativistas se recusaram a recuar, os processou por difamação levando ao "caso McLibel", um dos casos mais longos do direito civil inglês. Um documentário do Julgamento McLibel foi exibido em vários países.
Em 2001, o livro Fast Food Nation de Eric Schlosser incluiu críticas às práticas comerciais do McDonald's, particularmente no que diz respeito ao uso de influência política e direcionamento de anúncios para crianças. Em 2002, grupos vegetarianos, principalmente hindus e budistas, processaram com sucesso o McDonald's por deturpar suas batatas fritas como vegetarianas, quando continham caldo de carne.
Termos críticos como "McJob" e "McMansion" foram adicionados aos dicionários.

### Meio ambiente

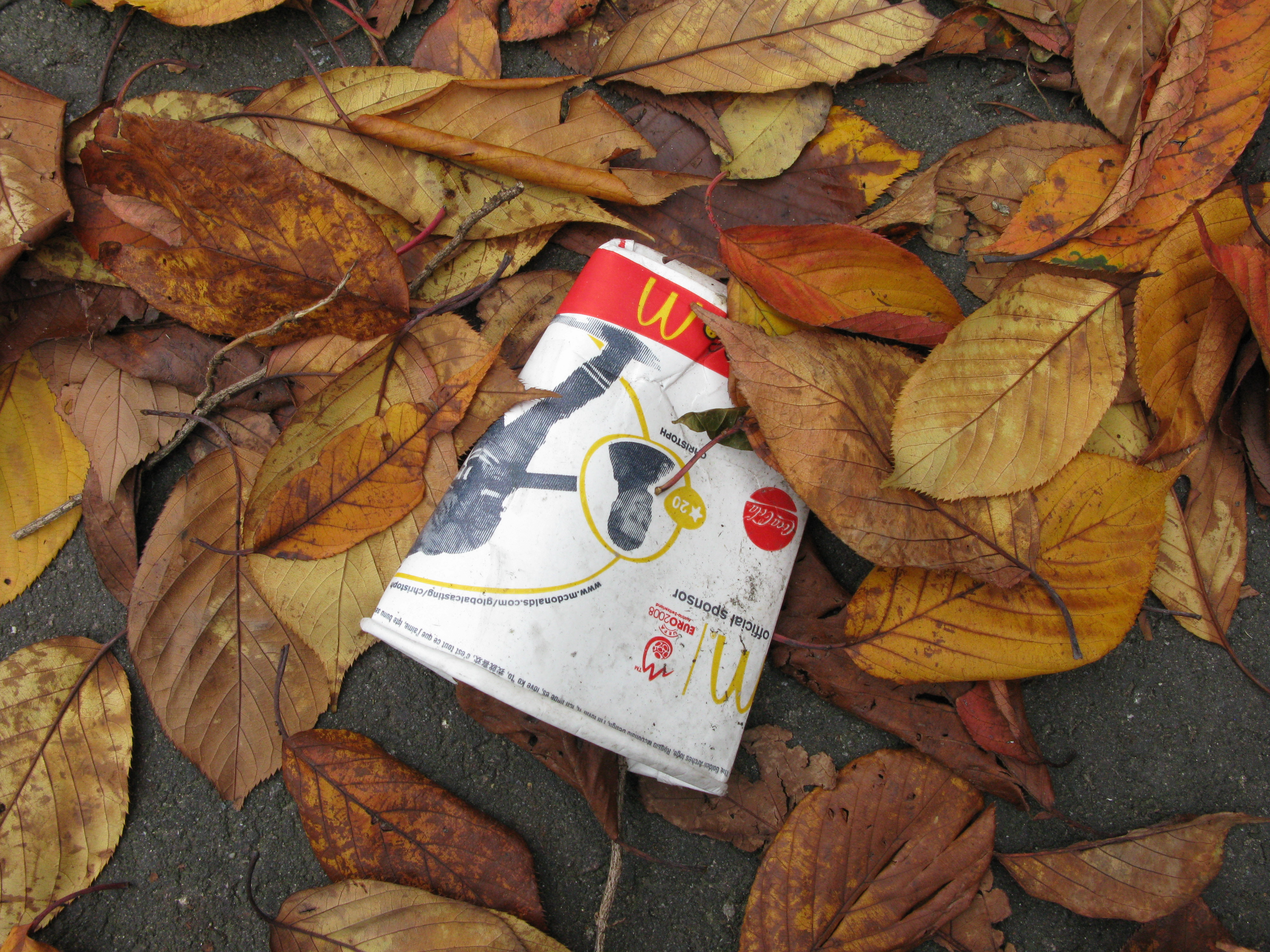
O excesso de embalagens descartáveis dos produtos do McDonald's pode causar danos ecológicos

Estudos descobriram que o McDonald's é uma das marcas que mais jogam lixo em todo o mundo. Em 2012, um estudo da Keep Australia Beautiful descobriu que o McDonald's era a marca com mais lixo em Queensland.
Desde que o McDonald's começou a receber críticas por suas práticas ambientais na década de 1970, reduziu significativamente o uso de materiais não recicláveis.

### Nutrição
O documentário de 2004 de Morgan Spurlock, Super Size Me, afirmou que a comida do McDonald's estava contribuindo para o aumento da obesidade na sociedade e que a empresa não estava fornecendo informações nutricionais sobre seus alimentos para seus clientes. Seis semanas após a estreia do filme, o McDonald's anunciou que estava eliminando a opção de tamanho grande e criando o Happy Meal adulto.
Em resposta à pressão pública, o McDonald's procurou incluir opções mais saudáveis em seu cardápio, anunciando em maio de 2008 que, nos Estados Unidos e no Canadá, passou a usar óleo de cozinha que não contém gorduras trans em suas batatas fritas e óleo de canola à base de óleos de milho e soja, para seus assados, tortas e biscoitos, até o final de 2018. A empresa introduziu um novo slogan em seus cartazes de recrutamento: "Nada mal para um McJob".
Em 2011 a Fundação Procon de São Paulo multou a rede em R$ 3,2 milhões pela prática de venda de alimentos com brinquedos, no combo conhecido como McLanche Feliz. O processo partiu de uma denúncia do Projeto Criança e Consumo, do Instituto Alana, organização não governamental (ONG) que trata de consumo infantil. Também em 2011, uma lei entrou em vigor em São Francisco, na Califórnia, para impedir que restaurantes e fast-foods forneçam brinquedos em suas refeições se o alimento não atender às exigências nutricionais. As refeições devem conter menos de 600 calorias, conter frutas (meia xícara), legumes (3/4 de xícara), ter menos de 35% do total de calorias provenientes de gordura, menos de 640 miligramas de sódio e menos de 0,5 miligramas de gorduras trans. Em 2012 a filial canadense da empresa assumiu que o sanduíche exibido nas propagandas recebia um tratamento antes e depois de ser filmado ou fotografado, com a imagem do produto sendo inclusive alterada digitalmente.

### Condições de trabalho
Em março de 2015, os funcionários do McDonald's em 19 cidades dos Estados Unidos apresentaram 28 reclamações de saúde e segurança à Administração de Saúde e Segurança Ocupacional, alegando que equipes reduzidas, falta de equipamentos de proteção, treinamento inadequado e pressão para trabalhar rápido resultaram em ferimentos. As denúncias alegam que, devido à falta de material de primeiros socorros, os trabalhadores foram instruídos pela administração a tratar queimaduras com condimentos como maionese e mostarda. A organização trabalhista Fight for $ 15 ajudou os trabalhadores a registrar as queixas. Em 2023, mais de 300 crianças e adolescentes foram encontradas trabalhando ilegalmente em restaurantes franqueados McDonald's em quatro estados nos Estados Unidos.

### Remunerações

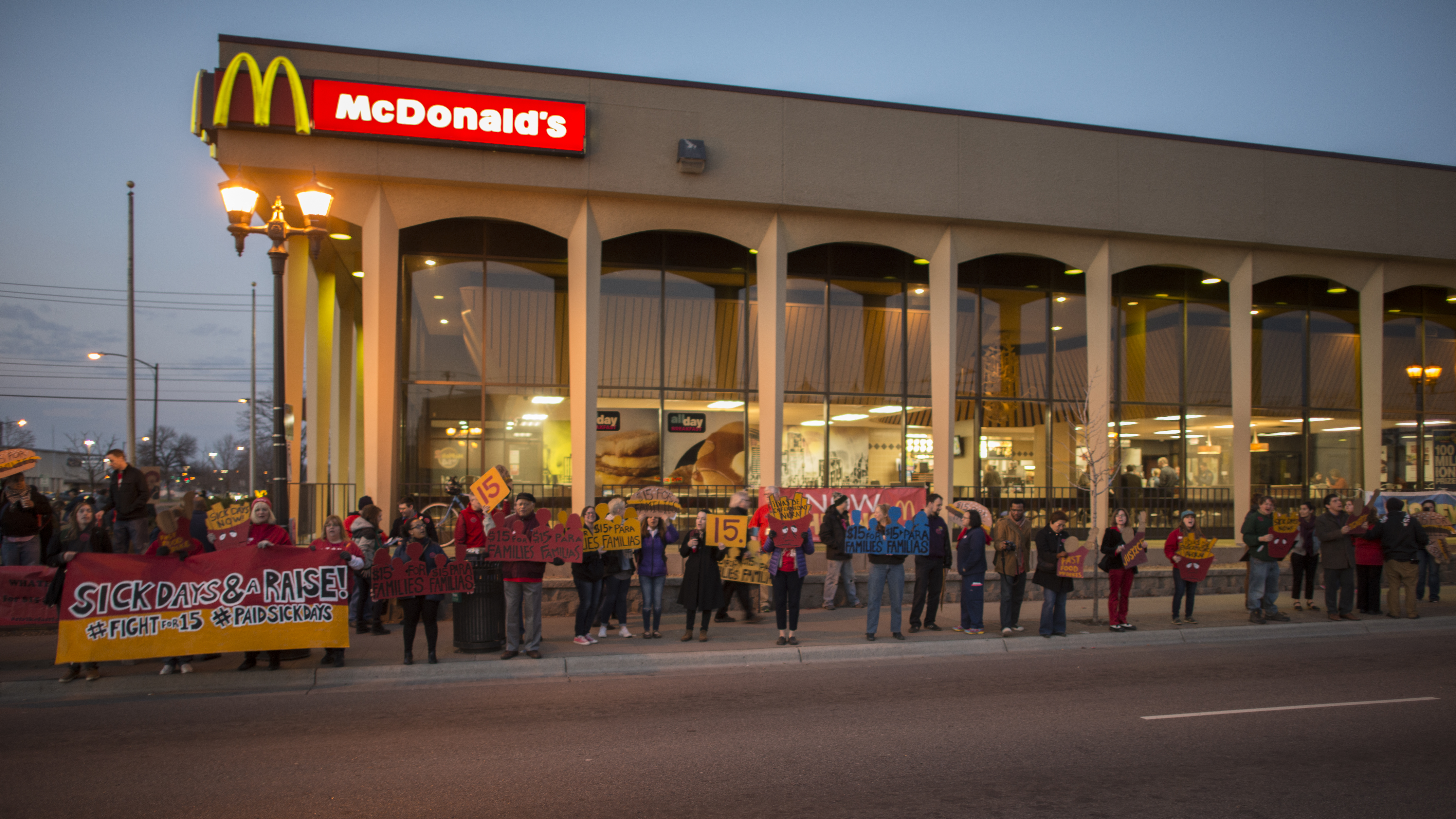
Trabalhadores em greve do lado de fora de um McDonald's em St. Paul, Minnesota

Em 5 de agosto de 2013, o The Guardian revelou que 90% da força de trabalho do McDonald's no Reino Unido tem contratos de zero horas, tornando-o possivelmente o maior empregador do setor privado no país. Em abril de 2017, devido a greves, eles deram a todos os funcionários a opção de contratos fixos. Um estudo divulgado pela Fast Food Forward conduzido pela Anzalone Liszt Grove Research mostrou que aproximadamente 84% de todos os funcionários de fast food que trabalhavam na cidade de Nova York em abril de 2013 receberam menos do que seus salários legais por seus empregadores.
De 2007 a 2011, os trabalhadores de fast food nos Estados Unidos faturaram em média 7 bilhões de dólares de assistência pública anualmente resultantes do recebimento de baixos salários. O site McResource aconselhou os funcionários a quebrar sua comida em pedaços menores para se sentirem mais cheios, buscar reembolso para compras de férias fechadas, vender bens on-line para obter dinheiro rápido e "parar de reclamar", pois "os níveis de hormônio do estresse aumentam 15% após dez minutos de reclamação." Em dezembro de 2013, o McDonald's fechou o site McResource em meio a publicidade e críticas negativas. O McDonald's planeja manter uma linha interna de ajuda por telefone, por meio da qual seus funcionários podem obter conselhos sobre problemas de trabalho e de vida.
O Instituto Roosevelt, um think tank liberal, acusa alguns restaurantes do McDonald's de pagarem menos do que o salário mínimo para cargos iniciais devido ao roubo "desenfreado" de salários. Na Coreia do Sul, o McDonald's paga 5,50 dólares por hora a funcionários de meio período e é acusado de pagar menos com ajustes arbitrários de horário e atrasos de pagamento. No final de 2015, dados coletados anonimamente pela Glassdoor sugerem que o McDonald's nos Estados Unidos paga funcionários iniciantes entre 7,25 e 11 dólares por hora, com uma média de 8,69 de dólares por hora. Os gerentes de turno recebem uma média de 10,34 dólares por hora. Os gerentes assistentes recebem uma média de 11,57 dólares por hora. O CEO do McDonald's, Steve Easterbrook, ganha um salário anual de 1,1 milhão de dólares. Sua remuneração total em 2017 foi de 21,7 milhões de dólares.